# Dennis Pauls
Dennis Pauls (* 6. März 1980 in Frankfurt (Oder)) ist ein deutscher Kameramann und Regisseur.

## Leben
Nach seinem Abitur arbeitete er an mehreren Spielfilmproduktionen in Deutschland und den USA mit. Von 2004 bis 2009 studierte er an der Hochschule für Film und Fernsehen „Konrad Wolf“ in Potsdam-Babelsberg im Fachbereich Kamera. Im Dokumentarfilm Der rosa Riese von Rosa von Praunheim war er 2008 als Kameramann beteiligt. Beim No-Budget-Film Dicke Mädchen wirkte er 2011 als Produzent.

## Filmografie
Regie
- 2006: Yellow Mama  (Kurzfilm)
- 2007: Who is Mao?  (Dokumentarfilm)
- 2008: Sehsüchte  (Werbefilm)

Kamera
- 2005: Glastage (Spielfilm)[2]
- 2005: Wig the Dick (Musikvideo)[3]
- 2007: Rauskommen und draußen bleiben? (TV-Produktion)
- 2008: Der rosa Riese[4]
- 2008: Polska Love Serenade (Spielfilm)[5]
- 2009: Krankheit der Jugend (Spielfilm)[6]
- 2011: Die Jungs vom Bahnhof Zoo (Dokumentarfilm)
- 2011: Dicke Mädchen (Spielfilm / 2. Kamera)
- 2012: Rosakinder (Dokumentarfilm)
- 2013: Ich fühl mich Disco (Spielfilm / Kamera, Co-Autor)
- 2013: Reuber (Spielfilm / Kamera, Produzent, Co-Autor)
- 2014: Praunheim Memoires (Kamera)
- 2015: Alki Alki (Spielfilm / Kamera, Produzent)
- 2022: Orphea in Love
- 2023: Mit Herz und Holly: Diagnose Neustart (Fernsehreihe)
- 2023: Mit Herz und Holly: Muttergefühle